# Eliot Noyes
Pour les articles homonymes, voir Noyes.
Eliot Fette Noyes (12 août 1910 - 18 juillet 1977) est un architecte et designer industriel américain. Il est connu pour avoir travaillé sur des projets pour IBM, notamment la machine à écrire IBM Selectric et l'IBM Aerospace Research Center à Los Angeles, Californie. Noyes est également pionnier dans le développement de programmes de conception complets à l'échelle de l'entreprise, qui intègrent la stratégie de conception et la stratégie commerciale. A côté d'IBM, Noyes a travaillé sur l'image de marque d'entreprises comme Mobil Oil, Cummins Engine et Westinghouse. Il compte parmi les Harvard Five, groupe d'architectes inspiré par le Bauhaus qui se sont installés à New Canaan (Connecticut) dans les années 1940.

## Jeunesse
Eliot Noyes est né à Boston, Massachusetts. Peu de temps après sa naissance, Noyes déménage au Colorado où il réside jusqu'à l'âge de sept ans. Noyes et sa famille déménagent à Cambridge, Massachusetts. Le père de Noyes enseigne l'anglais à l'université Harvard et sa mère est une pianiste accomplie. Il n'a pas toujours été attaché à l'architecture. Adolescent, il envisageait sérieusement de devenir peintre ; cependant, à 19 ans, il avait l'esprit tourné vers l'architecture. Il s'inscrit pour la première fois à l'université Harvard en 1932 pour obtenir un baccalauréat en études classiques. L'expérience de Noyes à Harvard est différente des quatre autres membres des Harvard Five. Lorsqu'il est arrivé à Harvard, l'école était encore sous l'influence du mouvement d'architecture des Beaux-Arts - à peine l'influence moderniste que les quatre autres ont reçue. Cependant, après avoir rencontré Le Corbusier — conférencier invité —dans la bibliothèque de l'école, la vision architecturale de Noyes a complètement changé. Il s'inspire de l'œuvre de Le Corbusier et fait des recherches sur le Bauhaus. En 1935, il prend congé de ses études à Harvard pour se joindre à une expédition sur le site de Persépolis en Iran, dirigée probablement par Erich Friedrich Schmidt, où il sert comme spécialiste de l'architecture et dessinateur. Il est accompagné en Iran par le pilote Lewin Barringer, qui vole avec le photographe Boris Dubensky pour réaliser la photographie aérienne du site,,. À son retour à l'école, Noyes a pu constaté que Harvard avait subi une révolution complète. Gropius et Breuer étaient déjà arrivés, et avec eux un nouvel esprit moderniste. En 1938, il obtient son diplôme d'architecture à la Harvard Graduate School of Design.
Pendant son séjour à Harvard, Noyes était également membre d'un club de ski, qui fut converti en un club de vol à voile (l'Altosaurus Soaring Club, une émanation du Schussverien Ski Club); Lewin Barringer qui était devenu directeur général de la Soaring Society of America (SSA), a encouragé Eliot Noyes à faire en sorte que les membres du Schussverien Ski Club se lancent dans le vol à voile et consécutivement achètent un SGU 1-7 (en) de Schweizer Metal Aircraft. Ce qui fut fait ; c'était pour les frères Schweizer, la première commande pour un nouveau planeur, ce qui les a fait entrer de plain-pied dans le monde des affaires. Les membres étaient tous des étudiants de Harvard et des skieurs éprouvés ; ils ont appris à voler en utilisant la méthode d'entraînement monoplace répandue à cette époque. Les frères Schweizer font par la suite écho des liens privilégiés qu'ils ont eu avec Barringer et Noyes (pour Noyes une longue amitié, en 1967 Noyes reviendra suivre des cours chez Schweitzer Aircraft, accompagné de Thomas Watson, président d'IBM). Noyes était comme Barringer impliqué dans la SSA et lorsque le musée de la SSA sera endommagé par le feu en 1979, l'architecte du nouveau musée sera Eliot Noyes. Le 1-7 numéro de série 2 de Schweizer Aircraft appartient désormais au National Soaring Museum à Elmira.

## Carrière
Après avoir obtenu sa maîtrise en architecture en 1938, Noyes rejoint le cabinet de Walter Gropius et Marcel Breuer à Cambridge, Massachusetts. 
De 1939 à 1946, Noyes est employé par le Museum of Modern Art (MoMA) de New York en tant que directeur du département de design industriel. Il organise et supervise le concours et l'exposition Organic Design in Home Furnishings. Bien que généralement renseigné dans la littérature par « Organic Design », le concours organisé par Noyes était libellé « Industrial Design Competition For the 21 American Republics ». Le concours de design s'est ouvert le 30 septembre 1940 et s'est terminés pour les États-Unis le 11 janvier 1941 et pour les autres républiques américaines le 15 janvier. L'expression « Organic Design in Home Furnishings Competition » a été choisie après le concours, avant l'exposition. L'exposition qui a lieu entre 24 septembre et le 9 novembre 1941, fait découvrir au monde Eero Saarinen (1910-1961) et Charles Eames (1907-1978), qui ont travaillé en équipe et remportent les prix dans les catégories seating for a living room (avec la rebaptisée « Organic Chair » ) et other furniture for a living room,.
Noyes prend congé du MoMA pendant la Seconde Guerre mondiale, débauché par son ami Lewin Barringer qui devient son supérieur, pour mettre en place le programme de planeurs militaires américain. Stationné à Washington au Pentagone, il occupe un bureau qui jouxte celui de Thomas Watson, Jr, le futur patron d'IBM, et fils du fondateur d'IBM, qui sera son principal employeur après la guerre ; une association que Noyes élargira pour inclure Charles Eames et le designer Paul Rand et d'autres en tant que participants importants du programme de design d'entreprise d'IBM.
Il sert plus tard en tant que designer industriel pour Norman Bel Geddes and Co. En 1967, il a été intronisé à l'Académie nationale.

## Œuvres
La première maison de Noyes, construite en 1941, est la Jackson House à Dover, MA . Elle a été suivie en 1950 par la Tallman House et la Bremer House à New Canaan. Résidant à New Canaan depuis 30 ans, il conçoit d'autres bâtiments résidentiels, dont la Ault House (1951), la Weeks House (1953) et la Noyes House (en) (1955). En 1953, il conçoit les Bubble Houses (en) qui ont été construites l'année suivante à Hobe Sound, en Floride. L'une de ses conceptions les plus remarquables est la Wilton Library (1974) dans la ville voisine de Wilton, Connecticut.

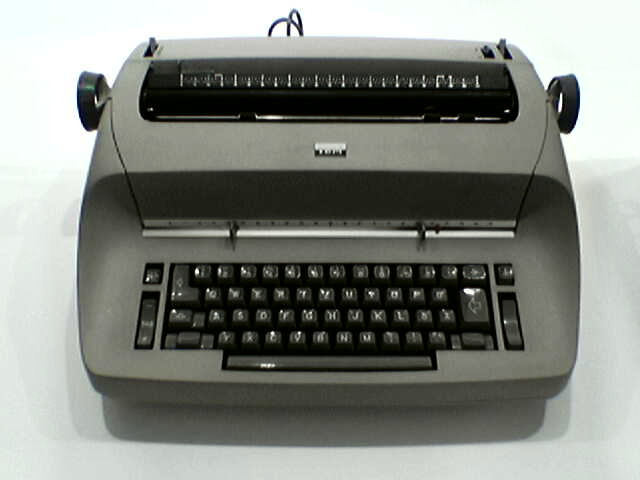
Machine à écrire IBM Selectric

Noyes a passé vingt et un ans à travailler comme directeur de la conception consultant pour IBM, concevant la machine à écrire IBM Selectric en 1961 et de nombreux autres produits, tout en conseillant également l'équipe de conception interne d'IBM. Avant son travail sur la Selectric, Noyes a été chargé en 1956 par Thomas J. Watson, Jr de créer le premier programme de conception à l'échelle de l'entreprise d'IBM. Cette collaboration entre IBM, Noyes, Paul Rand et Charles Eames, est citée comme le premier programme de conception complet d'entreprise dans les affaires américaines. Noyes est régulièrement mandaté par IBM pour concevoir divers produits ainsi que les bâtiments pour la société. Ses bâtiments les plus célèbres et les plus connus sont le bâtiment IBM à Garden City, New York (1966), le bâtiment IBM Aerospace à Los Angeles, Californie (1964), le pavillon IBM Hemisfair à San Antonio, Texas (1968), et l'IBM Management Development Center à Armonk, New York (1980). Noyes a également sélectionné d'autres architectes notables tels que Mies van der Rohe, Eero Saarinen, Marco Zanuso et Marcel Breuer pour concevoir des bâtiments IBM dans le monde entier.

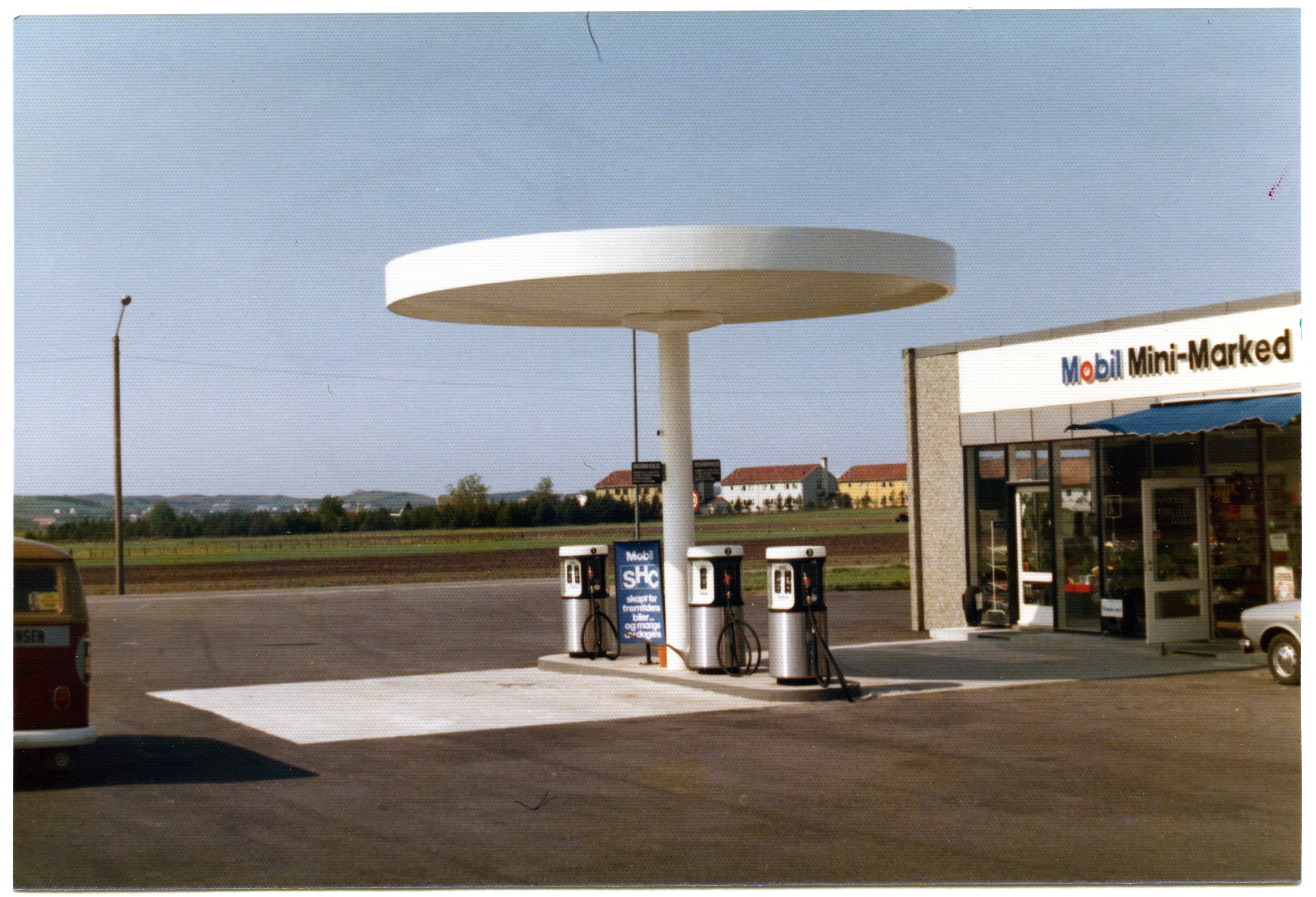
Station-service mobile

Noyes a également repensé l'apparence standard de toutes les stations-service et pompes à essence Mobil au cours des années 1960 , (et a embauché la firme de graphisme Chermayeff & Geismar pour redessiner le logo Mobil). Sa résidence de New Canaan, dans le Connecticut, est considérée comme une pièce importante de l'architecture moderniste.

## Philosophie de conception

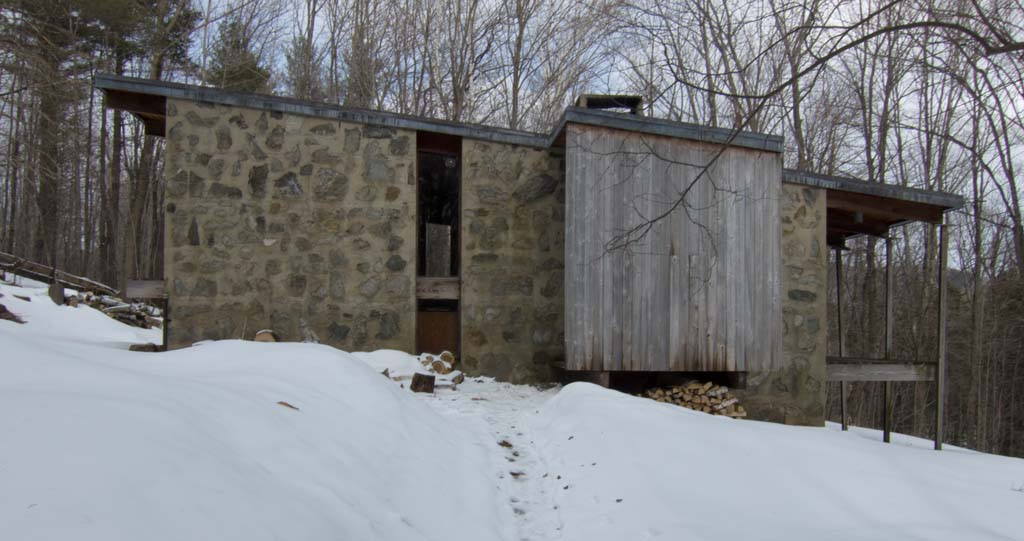
Chalet de ski conçu et construit par Noyes près de Killington, Vermont

Noyes est dans l'histoire de l'architecture américaine (1910-1997), remarquable parmi les architectes de la période moderne du XXe siècle. Il était membre du Harvard Five, un groupe d'architectes modernes qui exerçaient à New Canaan, Connecticut. Noyes a commencé sa carrière en travaillant pour Walter Gropius et, dans les années 1940, a joué un rôle déterminant dans la promotion des premiers travaux de Charles Eames et d'Eero Saarinen en tant que conservateur du département de Design industriel au MoMA de New York: le concours MoMA, s'est conclut par une exposition, Organic Design in Home Furnishings pour laquelle Noyes a créé le catalogue.
Noyes croyait que chaque région des États-Unis possédait des bâtiments inspirés par le climat. Il était un ardent défenseur du modernisme fonctionnel et son travail était fermement ancré dans la tradition de Gropius, Breuer et Le Corbusier. Il prônait la simplicité des formes et l'authenticité de la nature des matériaux que l'on retrouvait particulièrement dans ses maisons. Il était responsable de nombreux archétypes résidentiels et commerciaux. De même, la philosophie du programme de design d'entreprise de Noyes était de s'assurer que le design exprime la véritable essence de leadership de l'entreprise et incarne la technologie de manière nouvelle et appropriée. Son approche est allée bien au-delà d'un projet typique d'identité d'entreprise (en) . Atteindre l'harmonie entre la stratégie de conception (en) et la stratégie commerciale, telle était la marque de fabrique du travail de Noyes avec IBM, et d'autres entreprises qui ont suivi. Les conceptions résidentielles et industrielles de Noyes l'ont établi comme un chef de file dans les domaines de l'architecture américaine d'après-guerre et du design industriel intégré.
La Harvard Graduate School of Design a créé une chaire, appelée « Eliot Noyes Professor of Architectural Theory ».

## Vie privée
Noyes a épousé l'architecte Mary "Molly" Duncan Weed (1915-2010) qui a créé une grande partie du travail de design d'intérieur sur les projets de Noyes. Ils ont eu quatre enfants, dont l'animateur, Eli Noyes (en) ; l'architecte, Frederick Noyes ; et le concepteur de timbres du United States Postal Service, Derry Noyes.

## Citations

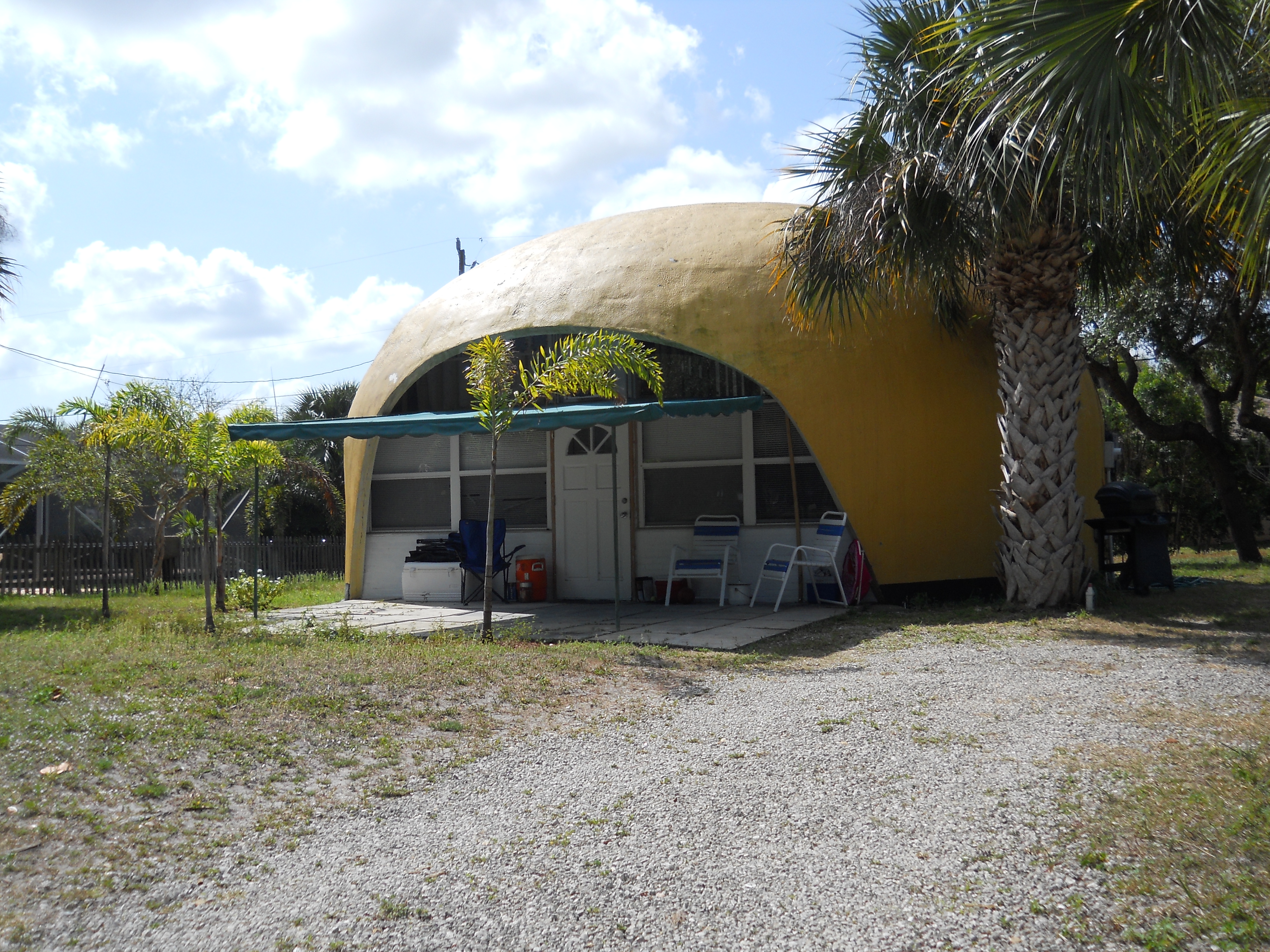
Bubble House in Hobe Sound

« Details must play their part in relation to the overall concept and character of the building, and are the means by which the architect may underline his main idea, reinforce it, echo it, intensify or dramatize it »
« Les détails doivent jouer leur rôle par rapport au concept global et au caractère du bâtiment, et sont le moyen par lequel l'architecte peut souligner son idée principale, la renforcer, lui faire écho, l'intensifier ou la dramatiser »." 
« One thing I am not going to become is a guy who is called in to change the expression on the corporate face by hanging abstract paintings on the office walls »
« Une chose que je ne deviendrai pas, c'est un gars qui est appelé pour changer l'expression du visage de l'entreprise en accrochant des peintures abstraites sur les murs du bureau. »

## Publications
- Eliot F. Noyes, Organic Design In Home Furnishings, New York, Museum of Modern Art, 1941 (ASIN B000J32JB6)
- Eliot F. Noyes, Wartime Housing: The Bulletin of the Museum of Modern Art 4 Volume IX May 1942, New York, Museum of Modern Art, 1942 (ASIN B0094KRVJA)
- Eliot Noyes, « Tactical use of gliders », Joseph Colville, On quiet wings; a soaring anthology, Flagstaff, Ariz., Northland Press,‎ 1972, p. 157 (lire en ligne)